# Philodicus spectabilis
Philodicus spectabilis là một loài ruồi trong họ Asilidae. Philodicus spectabilis được Loew miêu tả năm 1871. Loài này phân bố ở vùng Cổ Bắc giới.